# Poesia concreta
La poesia concreta è un fenomeno a diffusione mondiale iniziato nei primi anni cinquanta "quasi in diretta continuità rispetto alle diverse esperienze della sperimentazione poetico-letteraria delle avanguardie" del principio del Novecento, con l'aggiunta, "meno scontata nell'ambito delle arti visive", dell'influenza di Joyce, Pound e Cummings.
L'espressione poesia concreta racchiude un'area molto vasta di sperimentazione che nasce in Svizzera ed in Brasile alla fine degli anni 50. La prima pubblicazione è del 1953 ad opera di Eugen Gomringer che dà alle stampe presso la casa editrice spiral press il libro konstellationen constellations constelaciones; nel 1956 ha luogo a San Paolo l'Esposizione Nazionale di Arte Concreta. 
La sperimentazione concreta è così definita perché sposta l'attenzione dal significato del testo e dal suo contenuto ai suoi elementi costitutivi, che sono parole, sillabe, fonemi, lettere alfabetiche, di cui è esaltata la dimensione tipografica, variamente valorizzata a livello grafico mediante la disposizione sul foglio e anche su materiali molto diversi dalla carta. Tali elementi basilari della scrittura costituiscono, appunto, la materia prima, della scrittura stessa. L'intento è quello di penetrare nella materia prima del linguaggio, scomponendolo e ricomponendolo a livello visivo e sonoro. Infatti, anche la parola pronunciata subisce lo stesso processo di smontaggio, che giungerà ad esaltare il suono e il fonema, la dimensione anche fisiologica di questi, in relazione con mille modi di produrli, sia con la voce che con oggetti svariati e strumenti, via via anche tecnologici.
In questa grande area della poesia concreta si situano ricerche più specifiche e circoscritte, come la poesia visiva (che integra immagini e parola), la poesia sonora (che sperimenta con il suono e la voce), la poesia performativa, spesso legata alla poesia sonora, che vede il poeta in scena modulare variamente la voce e il gesto.
La parola poetica assume, così, un valore diverso anche in relazione ai supporti che la veicolano, e, con lo sviluppo dei nuovi media e delle tecnologie, tenderà a relazionarsi con essi, sviluppando un discorso sulla “materia elettronica”, che vedrà interagire poeti concreti storici con artisti dei nuovi media. 
I poeti concreti intendono, con questa riflessione sul linguaggio, da un lato rifondare la dimensione della poesia a livello strutturale, dall'altro ritagliarle un nuovo ruolo nella società. Presto, infatti, la neoavanguardia in Italia si legherà a una dimensione di contestazione sociale e alla lotta politica.

## Autori
Fin dall'inizio la Poesia Concreta ebbe una vocazione internazionale e forme analoghe di ricerca si verificarono in America Latina e in Europa. Tra i promotori: Augusto de Campos, Haroldo de Campos, Decio Pignatari, Eugen Gomringer, ma anche poeti come Carlo Belloli o Kitasono Katue. 
Tra i principali autori storici: Max Bense, Henri Chopin, Bob Cobbing, Paul De Vree, Ian Hamilton Finlay, Maurizio Nannucci, John Furnival, Pierre Garnier, Ilse Garnier, Heinz Gappmayr, Mathias Goeritz, Arrigo Lora Totino, Václav Havel, Ernst Jandl, Jiří Kolář, Richard Kostenanetz, Ferdinand Kriwet, Franz Mon, Seiichi Niikuni, Ladislav Novák, Diter Rot, Gerhard Rühm, Aram Saroyam, Mary Ellen Solt, Adriano Spatola, Daniel Spoerri, Emmet Williams; inoltre artisti come Mirella Bentivoglio, Julien Blaine, Guy Bleus, Antonino Bove, Joan Brossa, Klaus Peter Dencker, Franco Verdi, Matthias Schönweger e altri, talvolta più legati alla poesia visiva o alla performance,come Giovanni Fontana o il modenese Giuliano Della Casa.
Si registra anche un'ampia produzione di performance legate al movimento Fluxus e all'arte e poesia dei nuovi media.